# Nyssodrysternum cretatum
Nyssodrysternum cretatum es una especie de escarabajo longicornio del género Nyssodrysternum, tribu Acanthocinini, subfamilia Lamiinae. Fue descrita científicamente por Monné en 1985.

## Descripción
Mide 7,3-11 milímetros de longitud.

## Distribución
Se distribuye por Bolivia, Brasil, Ecuador, Guyana, Guayana Francesa, Panamá, Perú y Surinam.